# Hongarije op de Olympische Spelen

Medailles behaald door Hongarije op de Olympische Spelen (1896-2012)

Hongarije is een van de landen die deelneemt aan de Olympische Spelen. Hongarije was present op de eerste editie van de Zomerspelen in 1896. In 1924 was het ook present op de eerste editie van de Winterspelen.
In Parijs nam Hongarije voor de 28e keer deel aan de Zomerspelen, in 2022 voor de 24e keer aan de Winterspelen. In 2018 won Hongarije voor de eerste maal een gouden medaille op de winterspelen door het winnen van de relay voor mannen bij het shorttrack Het is een van de 38 landen die zowel op de Winter- als de Zomerspelen een medaille haalde, (189-163-189) in totaal.

## Medailles en deelnames
De tabel geeft een overzicht van de jaren waarin werd deelgenomen, het aantal gewonnen medailles en de eventuele plaats in het medailleklassement.
| Zomerspelen | Zomerspelen | Zomerspelen | Zomerspelen | Zomerspelen | Zomerspelen |        | Winterspelen | Winterspelen | Winterspelen | Winterspelen | Winterspelen | Winterspelen |
| Jaar        | Goud        | Zilver      | Brons       | Totaal      | Rang        | Jaar   | Goud         | Zilver       | Brons        | Totaal       | Rang         |              |
| 1896        | 2           | 1           | 3           | 6           | 6           |        |              |              |              |              |              |              |
| 1900        | 1           | 2           | 2           | 5           | 11          |        |              |              |              |              |              |              |
| 1904        | 2           | 1           | 1           | 4           | 5           |        |              |              |              |              |              |              |
| 1908        | 3           | 4           | 2           | 9           | 6           |        |              |              |              |              |              |              |
| 1912        | 3           | 2           | 3           | 8           | 9           |        |              |              |              |              |              |              |
| 1920        | -           | -           | -           | -           | -           |        |              |              |              |              |              |              |
| 1924        | 2           | 3           | 4           | 9           | 13          | 1924   | 0            | 0            | 0            | 0            | -            |              |
| 1928        | 4           | 5           | 0           | 9           | 9           | 1928   | 0            | 0            | 0            | 0            | -            |              |
| 1932        | 6           | 4           | 5           | 15          | 6           | 1932   | 0            | 0            | 1            | 1            | 10           |              |
| 1936        | 10          | 1           | 5           | 16          | 3           | 1936   | 0            | 0            | 1            | 1            | 10           |              |
| 1948        | 10          | 5           | 12          | 27          | 4           | 1948   | 0            | 1            | 0            | 1            | 11           |              |
| 1952        | 16          | 10          | 16          | 42          | 3           | 1952   | 0            | 0            | 1            | 1            | 12           |              |
| 1956        | 9           | 10          | 7           | 26          | 4           | 1956   | 0            | 0            | 1            | 1            | 12           |              |
| 1960        | 6           | 8           | 7           | 21          | 7           | 1960   | 0            | 0            | 0            | 0            | -            |              |
| 1964        | 10          | 7           | 5           | 22          | 6           | 1964   | 0            | 0            | 0            | 0            | -            |              |
| 1968        | 10          | 10          | 12          | 32          | 4           | 1968   | 0            | 0            | 0            | 0            | -            |              |
| 1972        | 6           | 13          | 16          | 35          | 8           | 1972   | 0            | 0            | 0            | 0            | -            |              |
| 1976        | 4           | 5           | 13          | 22          | 10          | 1976   | 0            | 0            | 0            | 0            | -            |              |
| 1980        | 7           | 10          | 15          | 32          | 6           | 1980   | 0            | 1            | 0            | 1            | 15           |              |
| 1984        | -           | -           | -           | -           | -           | 1984   | 0            | 0            | 0            | 0            | -            |              |
| 1988        | 11          | 6           | 6           | 23          | 6           | 1988   | 0            | 0            | 0            | 0            | -            |              |
| 1992        | 11          | 12          | 7           | 30          | 8           | 1992   | 0            | 0            | 0            | 0            | -            |              |
| 1996        | 7           | 4           | 10          | 21          | 12          | 1994   | 0            | 0            | 0            | 0            | -            |              |
| 2000        | 8           | 6           | 3           | 17          | 13          | 1998   | 0            | 0            | 0            | 0            | -            |              |
| 2004        | 8           | 6           | 3           | 17          | 12          | 2002   | 0            | 0            | 0            | 0            | -            |              |
| 2008        | 3           | 5           | 2           | 10          | 21          | 2006   | 0            | 0            | 0            | 0            | -            |              |
| 2012        | 8           | 4           | 6           | 18          | 9           | 2010   | 0            | 0            | 0            | 0            | -            |              |
| 2016        | 8           | 3           | 4           | 15          | 12          | 2014   | 0            | 0            | 0            | 0            | -            |              |
| 2020        | 6           | 7           | 7           | 20          | 15          | 2018   | 1            | 0            | 0            | 1            | 21           |              |
| 2024        | 6           | 7           | 6           | 19          | 14          | 2022   | 1            | 0            | 2            | 3            | 20           |              |
| Totaal      | 187         | 161         | 182         | 530         |             | Totaal | 2            | 2            | 6            | 10           |              |              |
| Tot. Z+W    | 189         | 163         | 188         | 540         |             |        |              |              |              |              |              |              |

Afghanistan · Albanië · Algerije · Amerikaans-Samoa · Amerikaanse Maagdeneilanden · Andorra · Angola · Antigua en Barbuda · Argentinië · Armenië · Aruba · Australië · Azerbeidzjan · Bahama's · Bahrein · Bangladesh · Barbados · België · Belize · Benin · Bermuda · Bhutan · Bolivia · Bosnië en Herzegovina · Botswana · Brazilië · Britse Maagdeneilanden · Brunei · Bulgarije · Burkina Faso · Burundi · Cambodja · Canada · Centraal-Afrikaanse Republiek · Chili · China · Chinees Taipei · Colombia · Comoren · Congo-Brazzaville · Congo-Kinshasa · Cookeilanden · Costa Rica · Cuba · Cyprus · Denemarken · Djibouti · Dominica · Dominicaanse Republiek · Duitsland · Ecuador · Egypte · El Salvador · Equatoriaal-Guinea · Eritrea · Estland · Ethiopië · Fiji · Filipijnen · Finland · Frankrijk · Gabon · Gambia · Georgië · Ghana · Grenada · Griekenland · Groot-Brittannië · Guam · Guatemala · Guinee · Guinee-Bissau · Guyana · Haïti · Honduras · Hongarije · Hongkong · Ierland · IJsland · India · Indonesië · Irak · Iran · Israël · Italië · Ivoorkust · Jamaica · Japan · Jemen · Jordanië · Kaaimaneilanden · Kaapverdië · Kameroen · Kazachstan · Kenia · Kirgizië · Kiribati · Koeweit · Kosovo · Kroatië · Laos · Lesotho · Letland · Libanon · Liberia · Libië · Liechtenstein · Litouwen · Luxemburg · Madagaskar · Malawi · Malediven · Maleisië · Mali · Malta · Marokko · Marshalleilanden · Mauritanië · Mauritius · Mexico · Micronesië · Moldavië · Monaco · Mongolië · Montenegro · Mozambique · Myanmar · Namibië · Nauru · Nederland · Nepal · Nicaragua · Nieuw-Zeeland · Niger · Nigeria · Noord-Korea · Noord-Macedonië · Noorwegen · Oeganda · Oekraïne · Oezbekistan · Oman · Oost-Timor · Oostenrijk · Pakistan · Palau · Palestina · Panama · Papoea-Nieuw-Guinea · Paraguay · Peru · Polen · Portugal · Puerto Rico · Qatar · Roemenië · Rusland · Rwanda · Saint Kitts en Nevis · Saint Lucia · Saint Vincent en de Grenadines · Salomonseilanden · Samoa · San Marino · Saoedi-Arabië · Sao Tomé en Principe · Senegal · Servië · Seychellen · Sierra Leone · Singapore · Slovenië · Slowakije · Somalië · Spanje · Sri Lanka · Soedan · Suriname · Swaziland · Syrië · Tadzjikistan · Tanzania · Thailand · Togo · Tonga · Trinidad en Tobago · Tsjaad · Tsjechië · Tunesië · Turkije · Turkmenistan · Tuvalu · Uruguay · Vanuatu · Venezuela · Verenigde Arabische Emiraten · Verenigde Staten · Vietnam · Wit-Rusland · Zambia · Zimbabwe · Zuid-Afrika · Zuid-Korea · Zuid-Soedan · Zweden · Zwitserland
Historische landen: Bohemen · Bondsrepubliek Duitsland · Brits-Indië · Duitse Democratische Republiek · Joegoslavië · Malaya · Nederlandse Antillen · Noord-Borneo · Noord-Jemen · Saarland · Servië en Montenegro · Sovjet-Unie · Tsjecho-Slowakije · West-Indische Federatie · Zuid-Jemen
Bijzondere deelnames: Onafhankelijke olympische atleten · Vluchtelingenteam 
 Australazië · Duits Eenheidsteam · Gemengd team · Gezamenlijk Team